# Shoichi Funaki
Shōichi Funaki (jap. 船木勝一 Funaki Shōichi; ur. 24 sierpnia 1968) – japoński wrestler znany jako Kung Funaki.

## Osiągnięcia
Pro Wrestling Illustrated
- PWI sklasyfikowało go na 103 miejscu z 500 najlepszych wrestlerów 2001 roku

Texas Wrestling Alliance
- TWA Heavyweight Championship (1 raz)

Universal Wrestling Association
- UWA World Middleweight Championship (1 raz)

World Wrestling Entertainment
- WWE Cruiserweight Championship (1 raz)
- WWF Hardcore Championship (1 raz)